# مسجد زهرائي
مسجد زهرائي هو مسجد تاريخي يعود إلى عصر القاجاريون، ويقع في أبر كوه.